# Среднее арифметическое взвешенное
Сре́днее арифмети́ческое взве́шенное — математическое понятие, обобщающее среднее арифметическое. Среднее арифметическое взвешенное набора чисел {\displaystyle x_{1},\ldots ,x_{n}} с весами {\displaystyle w_{1},\ldots ,w_{n}} определяется как
{\displaystyle {\bar {x}}={\frac {\sum \limits _{i=1}^{n}w_{i}\cdot x_{i}}{\sum \limits _{i=1}^{n}w_{i}}}={\dfrac {w_{1}x_{1}+w_{2}x_{2}+\ldots +w_{n}x_{n}}{w_{1}+w_{2}+\ldots +w_{n}}}.}
Основные числа и веса могут быть и вещественными, и комплексными. При этом сумма весов не может быть 0, но могут быть некоторые, не все веса, равные 0.
Если все веса {\displaystyle w_{i}} равны между собой, получается обычное среднее арифметическое. Существуют также взвешенные версии среднего геометрического и среднего гармонического, среднего степенного и их обобщения — среднего по Колмогорову.
Иногда сумма весов равна 1 (например, в голосованиях в процентах как весах), тогда формула упрощается:
{\displaystyle {\bar {x}}=\sum \limits _{i=1}^{n}w_{i}\cdot x_{i}=w_{1}x_{1}+w_{2}x_{2}+\ldots +w_{n}x_{n}.}

## Примеры использования

### В физике
Средняя скорость тела
Если тело в течение промежутка времени {\displaystyle t_{1}} движется со скоростью {\displaystyle v_{1}}, затем в течение следующего промежутка времени {\displaystyle t_{2}} — со скоростью {\displaystyle v_{2}} и так далее до последнего промежутка времени {\displaystyle t_{n}}, в течение которого оно движется со скоростью {\displaystyle v_{n}}, то средняя скорость движения тела за суммарный промежуток времени ({\displaystyle t_{1}+t_{2}+\ldots +t_{n}}) будет равна взвешенному среднему арифметическому скоростей {\displaystyle v_{1},\ldots ,v_{n}} с набором весов {\displaystyle t_{1},\ldots ,t_{n}}:
{\displaystyle v_{cp}={\frac {\sum \limits _{i=1}^{n}t_{i}\cdot v_{i}}{\sum \limits _{i=1}^{n}t_{i}}}={\dfrac {t_{1}v_{1}+t_{2}v_{2}+\ldots +t_{n}v_{n}}{t_{1}+t_{2}+\ldots +t_{n}}}.}
Центр масс
Другим примером использования данного понятия в физике является центр масс системы материальных точек, который задаётся формулой:
{\displaystyle {\vec {r}}_{c}={\frac {\sum \limits _{i=1}^{n}m_{i}{\vec {r}}_{i}}{\sum \limits _{i=1}^{n}m_{i}}}={\dfrac {m_{1}{\vec {r}}_{1}+m_{2}{\vec {r}}_{2}+\ldots +m_{n}{\vec {r}}_{n}}{m_{1}+m_{2}+\ldots +m_{n}}},}
где {\displaystyle {\vec {r}}_{c}} — радиус-вектор центра масс,

{\displaystyle {\vec {r}}_{i}} — радиус-вектор i-й точки системы,
 {\displaystyle m_{i}} — масса i-й точки.
Температура смеси нескольких порций одной жидкости с разными температурами
{\displaystyle t_{cp}={\frac {\sum \limits _{i=1}^{n}m_{i}\cdot t_{i}}{\sum \limits _{i=1}^{n}m_{i}}}={\dfrac {m_{1}t_{1}+m_{2}t_{2}+\ldots +m_{n}t_{n}}{m_{1}+m_{2}+\ldots +m_{n}}}.},
где {\displaystyle t_{cp}} — полученная температура смеси,

{\displaystyle t_{i}} — температура i-й порции,

{\displaystyle m_{i}} — масса i-й порции.

### В экономике
Средневзвешенный курс валюты
{\displaystyle C_{cp}={\frac {\sum \limits _{i=1}^{n}C_{i}\cdot b_{i}}{\sum \limits _{i=1}^{n}b_{i}}}={\dfrac {b_{1}C_{1}+b_{2}C_{2}+\ldots +b_{n}C_{n}}{b_{1}+b_{2}+\ldots +b_{n}}},}
где {\displaystyle C_{cp}} — средневзвешенный курс,

{\displaystyle C_{i}} — цена по i-ой сделке,

{\displaystyle b_{i}} — объем i-ой сделки.